# Łaźnia miejska na Wildzie w Poznaniu
Łaźnia miejska na Wildzie – budynek dawnej publicznej łaźni miejskiej, zlokalizowany w Poznaniu, w zachodniej części Rynku Wildeckiego, w sąsiedztwie dawnej szkoły gminnej i lokalnego zakładu dla starców.
Obiekt w pobliżu rektoratu został oddany do użytku w 1908. Ma formę lekkiego pawilonu, którego główna, niesymetryczna elewacja ozdobiona jest charakterystycznym gankiem wspartym na pięciu lekkich, toskańsko-doryckich kolumnach. Przebudowa wnętrz nastąpiła w latach 70. XX wieku, a remont elewacji w 2003. Obecnie należy do Politechniki Poznańskiej (Instytut Technologii i Inżynierii Chemicznej).